# Tetranychus panici
Tetranychus panici är en spindeldjursart som beskrevs av Gutierrez 1969. Tetranychus panici ingår i släktet Tetranychus och familjen Tetranychidae. Inga underarter finns listade i Catalogue of Life.